# Arabiskt kaffe
För tillredningsmetoden, se Turkiskt kaffe

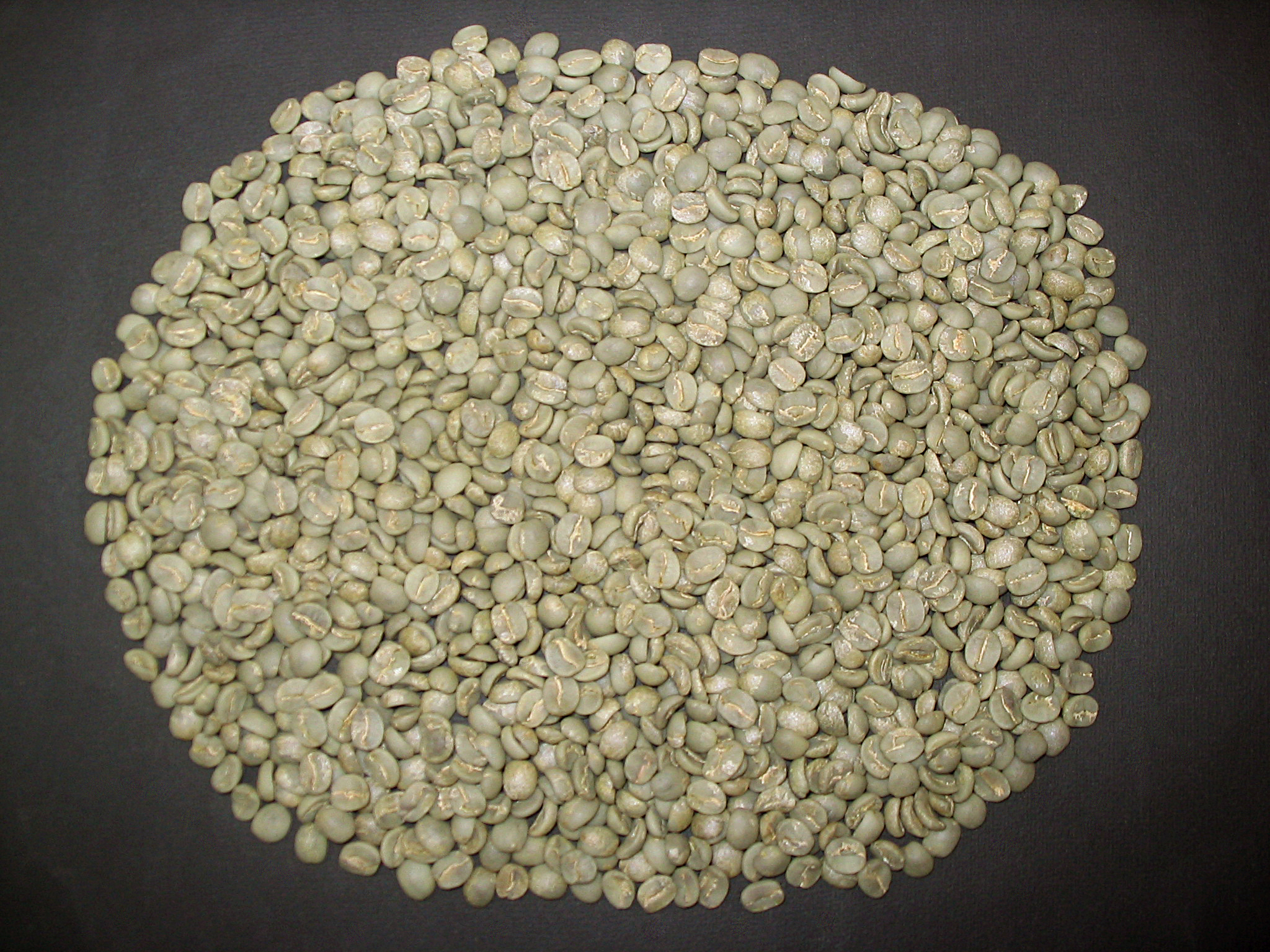
Coffea Arabica - Brasilien

Arabiskt kaffe (Coffea arabica) är den äldsta kända och fortfarande den viktigaste av de kaffearter som odlas i kommersiella sammanhang (se även liberiakaffe och robustakaffe). Arten härstammar ursprungligen från Etiopien, men finns idag odlad över hela jorden. Arabiskt kaffe är mer svårodlat och ger mindre skörd än robustakaffe, vilket tillsammans med dess smakegenskaper gör att det har ett högre pris. Andra svenska namn är Arabica eller arabicakaffe.
Arten är den mest betydelsefulla och svarar för ungefär tre fjärdedelar av världens kaffeproduktion. Arabiskt kaffe är en typiskt tropisk höglandsväxt (i motsats till de andra arterna). Kaffebuskarna växer omkring 50 centimeter om året. De blommar efter tre till fyra år, men ger den första blygsamma skörden först efter fyra till fem år. 
Kaffebuskar som växer på högplatåer mer än 700 meter över havet anses ge kaffe av bättre kvalitet.
"Arabicabönan kan inte klara ... ett varmare klimat" [maximalt 3 C varmare än i dag] ", säger Alexandre Antonelli, professor i biologisk mångfald på Göteborgs universitet, till Vetenskapsradion Klotet, Sveriges radio P1, 2/11 2022.Han berättar vidare att man lyckats återfinna en annan kaffeart, Coffea liberica i Västra tropiska Afrika som tål 6 C till 7 C varmare klimat.

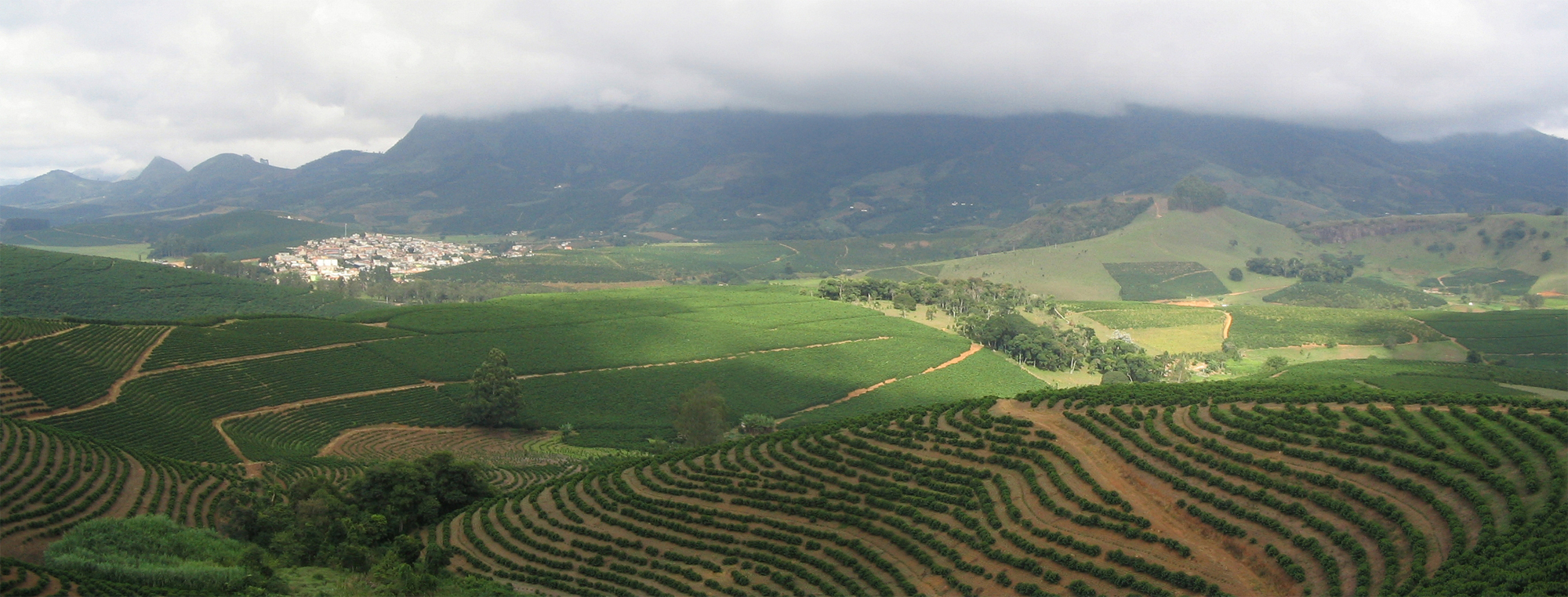
Kaffeplantage i São João do Manhuaçu City, Brasilien

Några av de viktigaste odlingsländerna är Brasilien, Colombia och länderna i Centralamerika men arabiskt kaffe odlas även i östafrika.
Arabiskt kaffe har korsats med robustakaffe för att få fram friskare kaffeplantor. Dessa hybrider har fått namnet arabustakaffe (Coffea ×arabusta).
Arabiskt kaffe är en städsegrön buske eller litet träd som i det vilda kan bli omkring 7-12 meter högt. Bladen är motsatta, mörkgröna, glansiga och är cirka 6-12 centimeter långa, 4-8 centimeter breda och utdraget äggformade, uddspetsiga. Bladen har 7-10 par tydliga nerver. De cirka 1-1,5 centimeter stora vita, mer sällan rosa, blommorna sitter i klasar vid bladvecken. Frukten är ett 1-1,5 centimeter långt bär, som blir klarrött till purpurrött, eller i sällsynta fall gult, när det mognar. I bäret återfinns två frön, de så kallade kaffebönorna. Deras mot varandra vända sidor är då platta och försedda med en längdfåra, de utåtvända sidorna är kullriga. I vissa fall kommer endast ett frö till utveckling, som då är rundat på båda sidor. Dessa bönor sorteras ut från de normala och kallas pärlkaffe eller mockakaffe.
Många varieteter urskiljs. Däribland:
- var. arabica (även typica)
- var. bourbon
- var. catuai
- var. kent
- var. maragogipe
- var. mocha (ej att förväxla med mocka)